# برلینر مورگن‌پست
Berliner Morgenpost یک روزنامه آلمانی است که در برلین مستقر است و برای این شهر منتشر می‌شود. این روزنامه دومین روزنامه پرمخاطب در برلین نیز هست.

## تاریخچه و مشخصات
این روزنامه در سال ۱۸۹۸ توسط لئوپولد اولشتاین تأسیس شد و در سال ۱۹۵۹ توسط انتشارات اکسل اشپرینگر تصاحب شد. در سال ۲۰۱۳ گروه رسانه‌ای فونکه امتیاز آن را خریداری کرد. در سال ۲۰۰۹ تیراژ روزنامه بطور متوسط ۱۴۵۵۵۶ نسخه روزانه بود که حدود ۳۲۲ هزار خواننده داشت. مدیر مسئول فعلی این روزنامه کارستن اردمان است.
در سال ۲۰۱۲ کنگره روزنامه‌های اروپایی، عنوان روزنامه سال اروپا را در زیرشاخه روزنامه‌های محلی به برلینر مورگن‌پست اعطا کرد.